# David Vinckboons

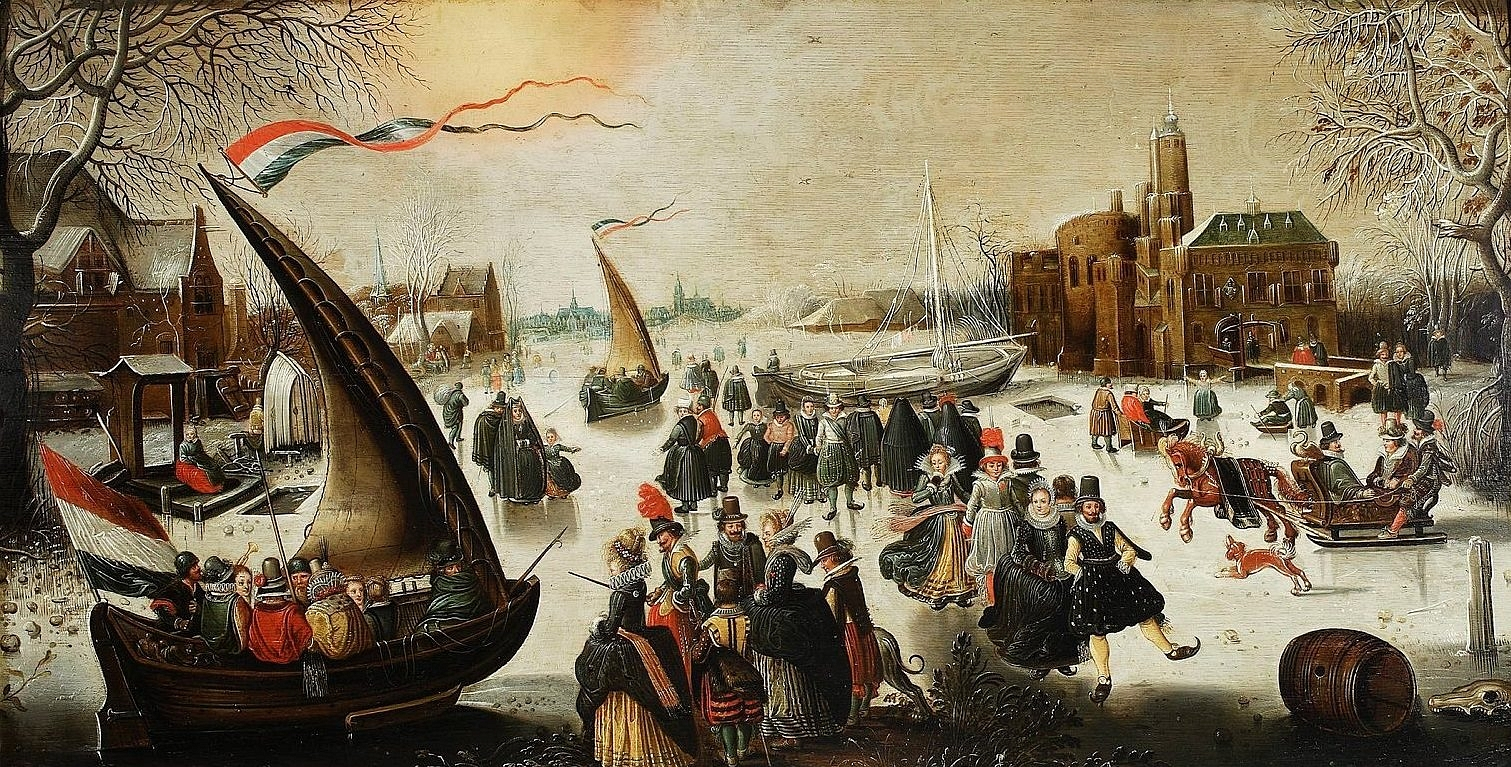
Ślizgawka na kanale (ok. 1615)

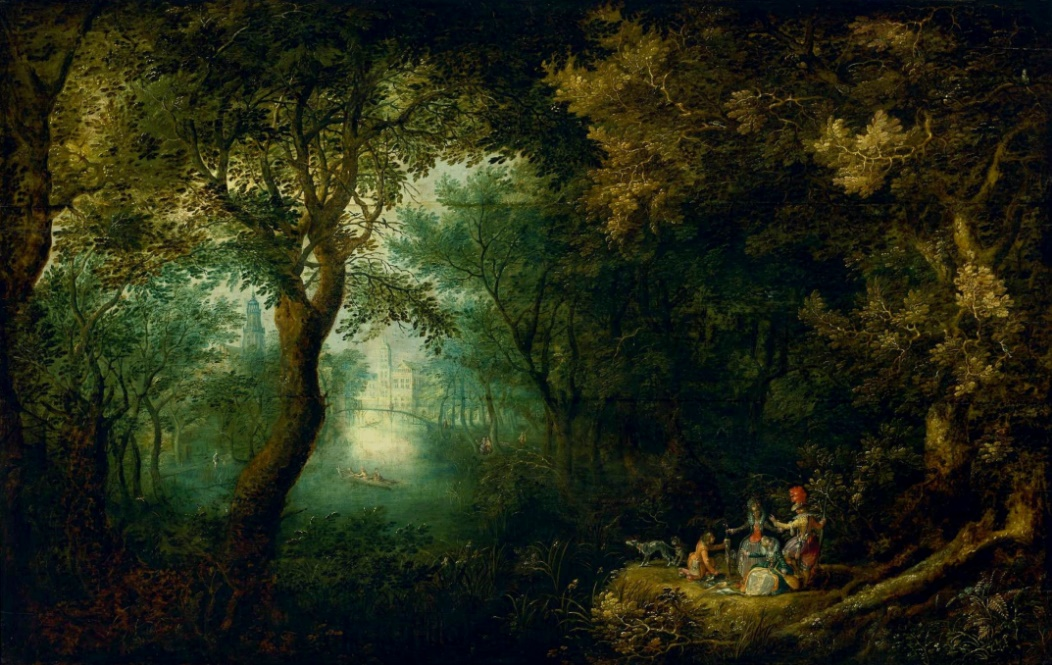
Pejzaż parkowy z grupą myśliwych prezentujących damom trofea (ok. 1610)

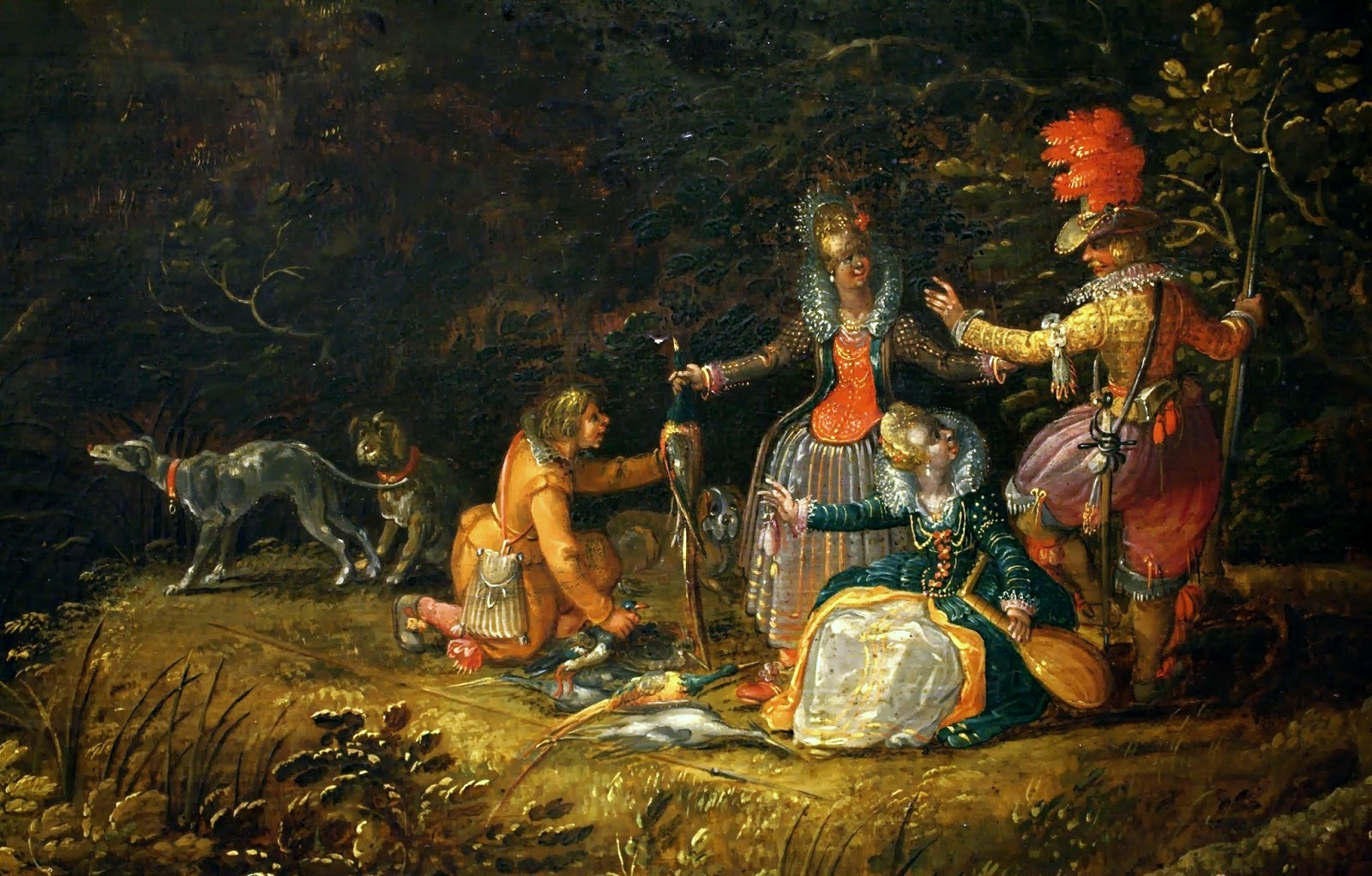
Pejzaż parkowy z grupą myśliwych prezentujących damom trofea (detal)

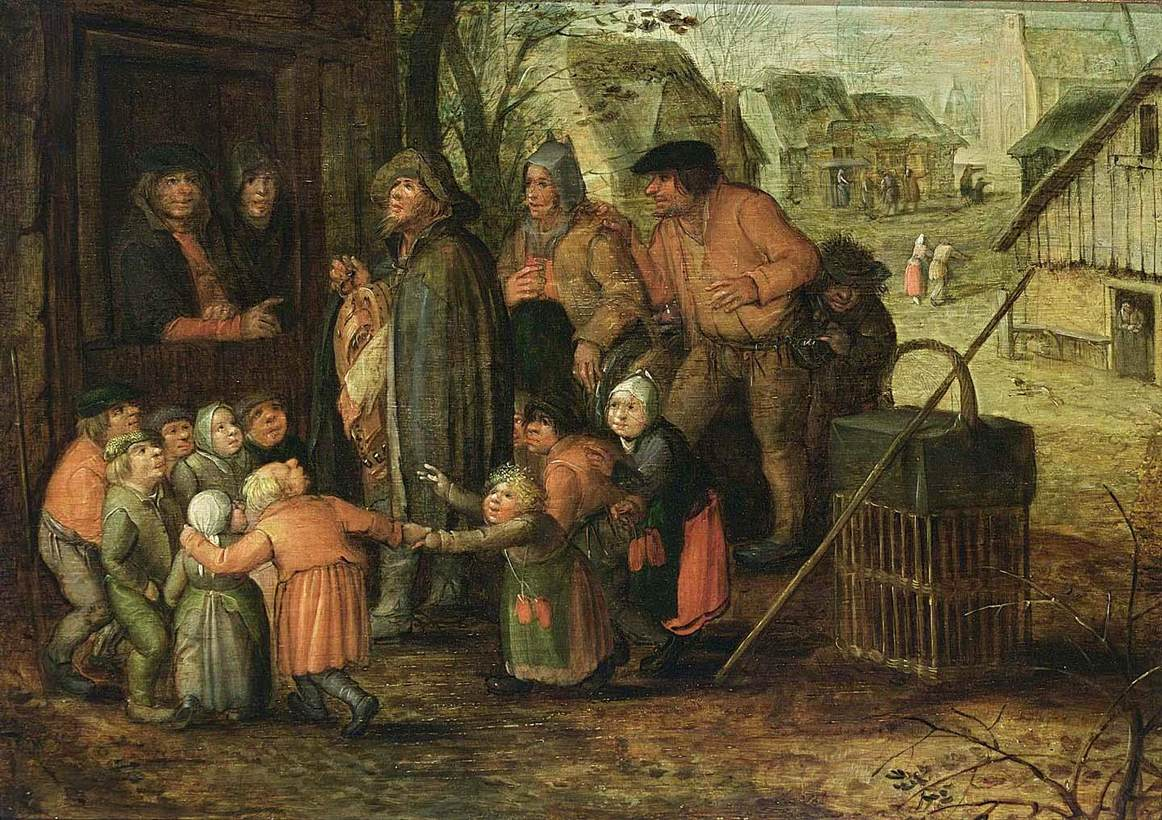
Dorpsscène met blinde draailierspeler (ok. 1607)

David Vinckboons (ochrz. 13 sierpnia 1576 w Mechelen, zm. ok. 1632 w Amsterdamie) – holenderski malarz, rysownik i rytownik pochodzenia flamandzkiego; kontynuator stylu Pietera Bruegla starszego.

## Życiorys
Malarstwa uczył go ojciec, specjalizujący się w sztuce waterschilderijen. W 1586 wraz z rodziną przeniósł się na północ Niderlandów, najpierw do Antwerpii, potem Middelburga, a w 1591 osiedlił się w Amsterdamie. W 1602 Vinckboons ożenił się z Agnetą van Loon (zm. 1668), z którą miał co najmniej dziesięcioro dzieci. Jego synowie Justus i Philips byli architektami, Johannes został kartografem i rytownikiem, a Pieter był żołnierzem i inżynierem, zmarł na Cejlonie.
Wśród wielu uczniów Vinckboonsa byli m.in. Gillis Claesz. de Hondecoeter, Hendrick Avercamp, Joost Cornelisz. Droochsloot i prawdopodobnie Esaias van de Velde.

## Twórczość
Najwcześniejsze datowane dzieło artysty pochodzi z 1602, najpóźniejsze z 1629. Malował pełne życia sceny rodzajowe – historyczne, biblijne, dworskie, chłopskie oraz pejzaże i zwierzęta. Uważany jest za kontynuatora stylu Pietera Bruegla i Hansa Bola. Projektował witraże, tapiserie, dekoracje marginesów map oraz liczne ilustracje książkowe, także do Biblii. Twórczość Vinckboonsa została spopularyzowana przez ryciny wykonane na podstawie jego rysunków, których łączną liczbę szacuje się obecnie na około dziewięćdziesiąt.
W Muzeum Narodowym w Warszawie znajdują się trzy obrazy artysty: Ślizgawka na kanale (ok. 1615), Pejzaż parkowy z grupą myśliwych prezentujących damom trofea (ok. 1610) i Rozdawanie chleba (XVII w.). W Muzeum Narodowym w Szczecinie jest obraz z kręgu Davida Vinckboonsa Wielki jarmark (1610). Muzeum Ziemi Prudnickiej w Prudniku również posiada obraz Vinckboonsa.

## Wybrane prace
(wg źródeł)
- Myśliwi w lesie, 1602, kolekcja prywatna
- Kiermasz, 1610, Bruksela
- Wesołe kompanie na świeżym powietrzu, 1610, Wiedeń
- Wesołe towarzystwo, 1610, Amsterdam
- Droga na Golgotę, 1611, Monachium
- Ukrzyżowanie, 1611, Monachium
- Herkules, Nexus i Dejanira, 1612, Wiedeń
- Sprzedawca drumli, 1614, Bruksela
- Kiermasz, 1629, Haga
- Odwet chłopski, Amsterdam
- Pejzaż leśny z polowaniem na jelenia, Drezno
- cykl Smutki chłopskie, Amsterdam